# 九十九曲峠
座標: 北緯33度23分43秒 東経132度51分22秒 / 北緯33.39528度 東経132.85611度
九十九曲峠（くじゅうくまがりとうげ）は、愛媛県西予市城川町（川津南>大麦）と高知県高岡郡檮原町（西檮原）との間に位置する峠。
標高860m。愛媛県側は傾斜があり、現在は人工林が広がっている。高知県側は比較的なだらかな高原状態となっている。

## 歴史
大正期にかけては伊予国と土佐国とを結ぶ交通の要衝の一つであった。幕末期には土佐藩脱藩者たちが越えていった峠の一つと言われる。
九十九曲峠越は韮ヶ峠越とともに歴史の道百選にも選定されている。その中では坂本龍馬の脱藩の道として韮ヶ峠～宿間が選定されているが、九十九曲峠越を通った可能性もあるとされる。なお、吉村寅太郎は九十九曲峠を通って脱藩したとされる。
1923年（大正13年）、南東約2kmの檮原町（上西の川）と愛媛県北宇和郡鬼北町（日向井>境）との間に位置する高研峠（たかとぎ-）直下を通る高研隧道が竣工し県道大洲須崎線（現在の国道197号）が開通することで寂れていった。